# Diepholzer Mumie
Die Diepholzer Mumie wurde Ende Juli 2013 bei Renovierungsarbeiten auf einem Dachboden im niedersächsischen Diepholz gefunden und löste in den folgenden Monaten ein deutschlandweites Medieninteresse aus. Während ihr Sarkophag und die Beigaben bereits kurz nach der Entdeckung als moderne, wohl um 1950 entstandene ägyptisierende Stücke identifiziert werden konnten, war zunächst unklar, ob die Mumie selbst altägyptischen Ursprungs war oder ob es sich um eine moderne Fälschung handelte. Ende September wurde die Mumie geöffnet, wobei sich der vermeintliche Leichnam als präpariertes Plastikskelett entpuppte, das allerdings mit einem echten menschlichen Schädel kombiniert war.

## Entdeckung
Die „Mumie“ wurde Ende Juli 2013 durch den zehnjährigen Sohn eines Diepholzer Zahnarztes im großmütterlichen Haus gefunden. Aufgrund von Reparaturarbeiten am Dach war auf dem Dachboden ein Bereich freigeräumt worden, in dem der Junge auf drei zuvor für Jahrzehnte unbeachtet gebliebene Kisten stieß. Beim Öffnen der Kisten fand sich in der größten ein hölzerner Sarkophag sowie in den beiden kleineren eine Totenmaske und ein Kanopenkrug. Im Inneren des Sarkophages lag eine 1,60 m große, bandagierte menschenähnliche Mumie mit vor der Brust gekreuzten Armen.

## Untersuchung
Bereits kurz nach Bekanntwerden des Fundes äußerte der damals in München tätige Ägyptologe Alexander Schütze Zweifel an der Echtheit der Mumie. Er bekräftigte die Vermutung des Finders, dass Sarkophag und Beigaben modernen Ursprungs waren. Weiterhin wies er darauf hin, dass die Armhaltung der Mumie mit gefalteten Händen für keine Epoche der altägyptischen Geschichte typisch gewesen sei. Auch die Stellung und die Proportionen der Oberarme ließen ihn zweifeln, ob sich unter den Binden tatsächlich ein menschlicher Körper befinde.
Ende August kam es zu einer ersten Untersuchung durch einen mit dem Finder befreundeten Ägyptologen von der Freien Universität Berlin. Da zu diesem Zeitpunkt jedoch keine Röntgen-Untersuchung möglich war, musste dieser sich auf oberflächliche Untersuchungen beschränken. Dabei wurde bestätigt, dass die Mumie im 20. Jahrhundert hergestellt worden war, da ihre Bandagen als maschinell gewebtes Leinen identifiziert werden konnten. Ein Ablösen der Bandagen erwies sich als unmöglich, ohne die Mumie dabei zu beschädigen.
Weitere Erkenntnisse erbrachte eine Untersuchung mittels Computertomographie am 29. August in Diepholz. Hatte der Finder zuvor noch die Möglichkeit in Betracht gezogen, dass es sich bei der Mumie lediglich um eine Puppe handeln könnte, zeigten sich unter den Bandagen nun offenbar menschliche Knochen. Die Mumie besaß einen menschlichen Schädel mit heruntergeklapptem Unterkiefer. Um die Stirn trug sie ein metallisches Band, von dem zu diesem Zeitpunkt angenommen wurde, dass es aus Gold gefertigt sein könnte. In der linken Augenhöhle wurde eine Pfeilspitze entdeckt. Die Halswirbelsäule fehlte. Die Knochen des Brustkorbes und der Hüften schienen eng zusammengedrückt und waren auf den CT-Aufnahmen nur verschwommen zu erkennen, was darauf hindeutete, dass sie mit einem metallischen Stoff behandelt worden waren. Der Rücken der Mumie war auf einem Holzbrett fixiert, auf dem der untersuchende Radiologe eine Bemalung mit Hieroglyphen zu erkennen glaubte.
Der Leiter des Instituts für Mumien an der Europäischen Akademie Bozen Albert Zink und der stellvertretende Direktor des Ostfriesischen Landesmuseums in Emden Wolfgang Jahn äußerten am 11. September auf Grundlage der CT-Aufnahmen Zweifel an der ägyptischen Herkunft der Mumie. Ihnen zufolge sind der Kopfschmuck und die Metallgegenstände im Rumpfbereich untypisch für die altägyptische Mumifizierungspraxis. Ihr Hauptindiz war aber die Pfeilspitze, die sie als einen Typ identifizierten, der ab dem 6. Jahrhundert n. Chr. in ganz Europa und im arabischen Raum verwendet wurde, nicht jedoch in Ägypten.
Am 4. September wurde bekannt, dass die Staatsanwaltschaft Verden ein Todesermittlungsverfahren eingeleitet hatte, um Alter und Todesursache der Mumie eindeutig zu klären. Die Untersuchungen sollen durch die Rechtsmedizin in Hamburg durchgeführt werden. Die Veröffentlichung von ersten Ergebnissen war zunächst für Mitte Oktober angekündigt worden, jedoch wurde nach dem Öffnen der Mumienbinden bereits am 25. September ein erster Bericht abgegeben. Nach Aussage des Verdener Staatsanwaltes Lutz Gaebel habe die Entfernung der Binden gezeigt, dass lediglich der Schädel tatsächlich von einem Menschen stamme. Bei den Gegenständen im Brustbereich handelte es sich hingegen nicht um menschliche Knochen, sondern um Kunststoff-Knochen. Weiterhin enthielt die Mumie Füllmaterial wie etwa Küchenpapier. Die nach der CT-Untersuchung geäußerte Vermutung, dass die vermeintlichen Knochen im Brustbereich mit einer noch nicht identifizierten Substanz behandelt worden waren, wurde von der Staatsanwaltschaft bestätigt. Die zunächst als frühmittelalterlich angesehene Pfeilspitze entpuppte sich als Kinderspielzeug. Auch bei dem vermeintlichen Stirnband handelte es sich lediglich um metallhaltiges Klebeband. Lediglich der Schädel soll noch weiteren abschließenden Untersuchungen unterzogen werden, laut Gaebel sei es aber sehr wahrscheinlich, dass es sich um einen Präparationsschädel handle, wie er in der medizinischen Ausbildung genutzt wird.

## Herkunft
Der Finder vermutet, dass sein mittlerweile verstorbener Vater die Mumie auf einer Nordafrika-Reise erworben habe. Als Student besuchte er in den 1950er Jahren einen Freund in der libyschen Stadt Darna. Die genauen Details der Reise und des Erwerbs der Mumie sind jedoch unbekannt. Zumindest können für den Erwerb und Transport keine größeren Summen geflossen sein, da der Vater des Finders während seiner Studienzeit lediglich über bescheidene finanzielle Mittel verfügte.
Nach einer Anfang August 2013 getätigten Äußerung der Ägyptologin Regine Schulz, Direktorin des Roemer- und Pelizaeus-Museums in Hildesheim, könnte diese Herkunftstheorie durchaus plausibel sein. Bis in die 1950er Jahre sei es in Ägypten gängige Praxis gewesen, altägyptische Mumien für den europäischen Markt aufzubessern und auch Teile verschiedener Mumien zu einer Ganzen zusammenzufügen. Gelegentlich, so bei der Persischen Mumie, werden Fälschungen auch mit Toten aus moderner Zeit angefertigt.
Staatsanwalt Lutz Gaebel äußerte bei der Bekanntgabe der ersten Untersuchungsergebnisse der Hamburger Rechtsmedizin am 25. September 2013 eine ganz andere Vermutung: Angesichts des Schädels, der wohl als Lehrpräparat diente, hält er es für möglich, dass die Herstellung der kompletten Mumie lediglich auf einen Studentenscherz zurückzuführen ist.
In einem Beitrag auf bild.de wurde am 10. Oktober 2013 die Vermutung geäußert, dass der Finder Kettler die Mumie selbst in einer direkt an seine Zahnarztpraxis angrenzenden Werkstatt hergestellt haben könnte. Der Finder bestritt diese Vorwürfe.

## Reaktionen
Der Kulturrat der ägyptischen Botschaft in Deutschland Mamdouh Eldamaty hielt es kurz nach Bekanntwerden des Fundes für sehr wahrscheinlich, dass es sich bei dem eigentlichen Leichnam tatsächlich um eine altägyptische Mumie handelte. Er ging davon aus, dass sie in den 1950ern illegal nach Deutschland gelangt sei und sprach sich für eine Rückführung nach Ägypten aus. Eldamaty hielt es weiterhin aufgrund der gefundenen Pfeilspitze und des vermutlich goldenen Stirnbands, das nur von hochgestellten Persönlichkeiten getragen wurde, für möglich, dass es sich bei dem Toten um einen ermordeten Königssohn handelte.
Wenige Tage nach Veröffentlichung der CT-Untersuchungen meldete sich Prä-Astronautik-Autor Erich von Däniken zu Wort und behauptete, bei der Mumie würde es sich um ein von Außerirdischen erschaffenes Mischwesen aus Mensch und Tier handeln.